# Palazzo Caracciolo di Roccaromana

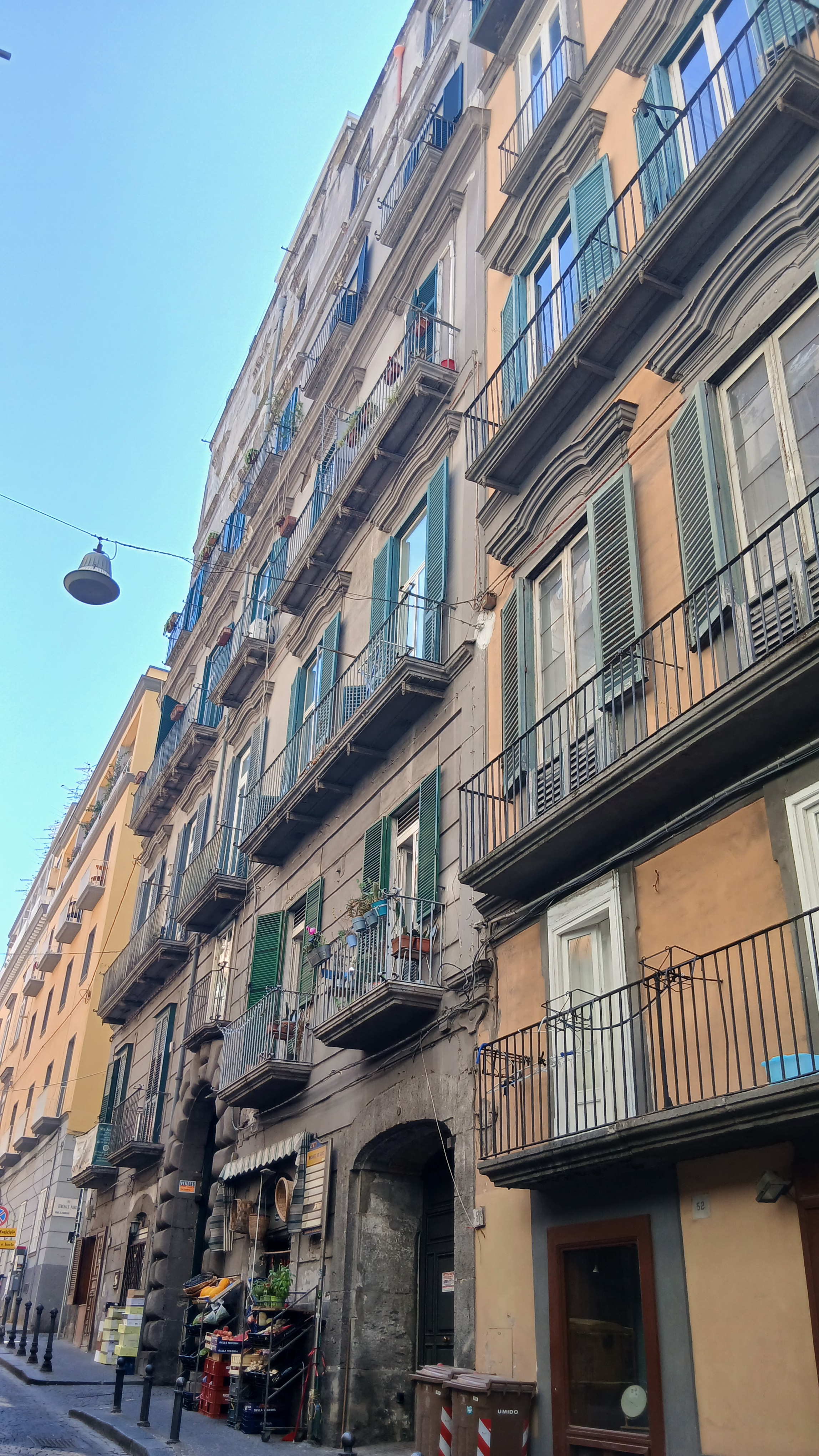
Palazzo Caracciolo di Roccaromana, Neapel (Foto 2025)

Der Palazzo Caracciolo di Roccaromana ist ein Palast aus dem 17. Jahrhundert im Viertel Pizzofalcone von Neapel in der italienischen Region Kampanien. Er liegt in der Via Monte di Dio, 49.

## Geschichte und Beschreibung
Die Geschichte dieses Palastes in untrennbar mit der des benachbarten Nunziatella-Komplexes verbunden, den die Markgräfin Anna de Mendoza Ende des 16. Jahrhunderts erbauen ließ und später den Jesuiten stiftete. Der Bauingenieur Antonio Galluccio erzählt uns in seinem Volkszählungsbericht über den Hügel von Pizzofalcone, dass ein großes Haus mit Hof und Garten dahinter, Teil des jesuitischen Nunziatella-Komplexes, 1658 an Diego Quiroga, Artilleriegeneral des Königreichs, verkauft wurde. Im 18. Jahrhundert wurde der gesamte Komplex in drei Anwesen unterteilt, von denen eines die Jesuiten behielten und später Ferdinando Sanfelice mit der verschwenderischen Vergrößerung und dem Umbau der Kirche beauftragten, während die anderen beiden Anwesen an Privatleute verkauft wurden. Diese beiden Anwesen entsprechen dem genannten Garten, bzw. dem Palast. Zu Zeiten des provisorischen Katasters von 1815–1820 gehörte letzterer dem Herzog Roccaromana, während auf dem Gartengrundstück in den Papieren des Markgrafen von 1804 und 1813 keine Bebauung erwähnt wird. Erst in denen des königlichen Topographischen Institutes von 1830 ist ein Palast auf Hausnummer 24 der damaligen Via Generale Parisi zu erkennen.
Der Palazzo Caracciolo di Roccaromana zeigt sich als hohes Gebäude mit fünf Stockwerken (von denen das oberste nahezu sicher aus den ersten Jahrzehnten des 20. Jahrhunderts stammt) mit denkmalgeschütztem Sockel, in dessen Mitte sich ein solides und auffälliges Portal mit Bossenwerk aus dem 17. Jahrhundert öffnet. Durch den Empfangssalon mit Tonnengewölbedecke gelangt man in den rechteckigen Innenhof, an dessen hinterem Ende sich eine offene Treppe aus dem 18. Jahrhundert mit vier Bögen pro Stockwerk erhebt. Jeweils einer dieser Bögen ist durch einen modernen Aufzug verdeckt.
Heute dient der Palast privaten Wohnzwecken und befindet sich in mittelmäßigem Erhaltungszustand im Vergleich zu den anderen Palästen an der Via Monte di Dio.
In dem Palast wurde der ehemalige italienische Staatspräsident Giorgio Napolitano geboren und lebte auch dort.

## Quelle
- Italo Ferraro: Napoli. Atlante della città storica (Pizzofalcone e Le Mortelle). Band 7. Oikos, Neapel 2010. ISBN 978-88-901478-8-3.

Koordinaten: 40° 49′ 59,5″ N, 14° 14′ 44,5″ O